# Сухов, Юрий Владимирович
Юрий Владимирович Сухов (22 апреля 1923 — 6 мая 1994) —  Герой Советского Союза (1976), заслуженный лётчик-испытатель СССР.

## Биография
Родился 22 апреля 1923 года в Москве. Русский. В 1940 году окончил 10 классов школы.
В армии с июля 1940 года. В 1941 году окончил Луганскую военную авиационную школу лётчиков, в 1942 году — Краснодарское объединённое военное авиационное училище. Был командиром звена 11-го запасного авиационного полка.
Участник Великой Отечественной войны: в апреле 1944-мае 1945 года — командир звена, заместитель командира авиаэскадрильи 452-го бомбардировочного авиационного полка. Воевал на 2-м Украинском фронте, участвовал в освобождении Правобережной Украины, Румынии, Венгрии, Австрии и Чехословакии.
Совершил 59 боевых вылетов на бомбардировщике Пе-2.После войны продолжал службу в строевых частях ВВС.В 1948—1963 — на лётно-испытательной работе в Государственном Краснознамённом научно-испытательном институте ВВС. Провёл государственные испытания реактивных бомбардировщиков Ту-16, Ту-22, 3МЕ, 3МД. Участвовал в госиспытаниях стратегического бомбардировщика М-4. С декабря 1963 года — в запасе. В 1963—1980 — лётчик-испытатель ОКБ А. Н. Туполева. В октябре 1968 года поднял в небо и провёл испытания реактивного пассажирского самолёта Ту-154. Участвовал в испытаниях самолётов Ту-22, Ту-95, Ту-114, Ту-124, Ту-134 и их модификаций.
За мужество и героизм, проявленные при испытании новой авиационной техники, лётчику-испытателю Сухову Юрию Владимировичу Указом Президиума Верховного Совета СССР от 29 марта 1976 года присвоено звание Героя Советского Союза с вручением ордена Ленина и медали «Золотая Звезда».
После ухода с лётной работы продолжал трудиться в ОКБ имени А. Н. Туполева инженером. Жил в посёлке Чкаловский Московской области. Умер 6 мая 1994 года. Похоронен в деревне Леониха Щёлковского района.
Заслуженный лётчик-испытатель СССР, полковник. Награждён двумя орденами Ленина, орденом Красного Знамени, двумя орденами Отечественной войны 1-й степени, орденами Трудового Красного Знамени, Красной Звезды, медалями.